# 維多利亞女王結婚禮服

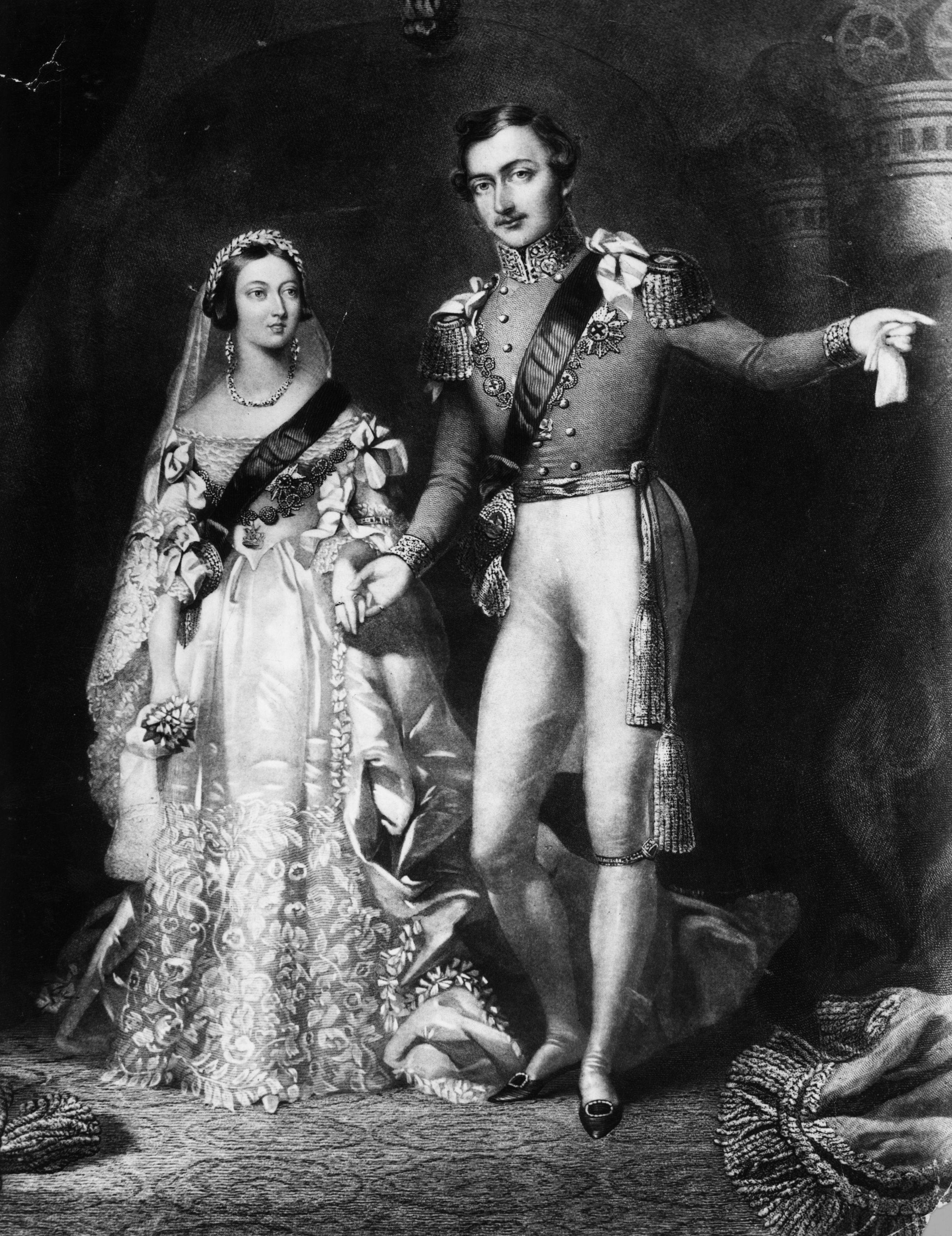
維多利亞女王與阿爾伯特親王在他們的結婚典禮上。

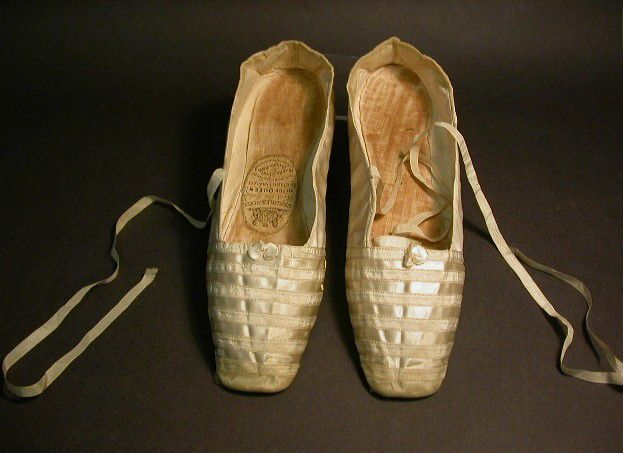
維多利亞女王在她的婚禮上穿的白色緞鞋。

維多利亞女王結婚禮服（Wedding dress of Queen Victoria），是英國維多利亞女王於1840年2月10日，和阿爾伯特親王結婚時所穿的禮服。她選了一件白色的厚絲緞禮服，這在那個年代相當罕見，當時的新娘禮服大多是有顏色的。 女王的結婚禮服帶動英國時尚風潮，例如這套禮服採用霍尼頓蕾絲，讓這種德文郡生產的布料大受矚目； 此外，這套禮服相信也是白色婚禮、白色婚紗風潮之始，即使她並非第一個在婚禮上穿白色禮服的歐洲君主。

## 設計
維多利亞女王的結婚禮服使用瑪莉·貝坦（Mary Bettans）製作的白色緞面布料，產自倫敦東區的斯皮塔佛德。布料上綴滿深荷葉邊與德文郡皮爾鎮、霍尼頓鎮所產的蕾絲，這是由英國政府設計學院（今皇家藝術學院）院長威廉·戴斯所設計的花邊。這兩種布料都是由英國人民手工製作，展現英國當時的家庭小工業實力。
在機器製造的蕾絲網格上，貼有許多手工花邊圖案； 盛開的橘色花朵象徵豐饒，也是女王花環的裝飾物。女王的面紗約4碼長，0.75碼寬，與整套禮服的裝飾相呼應。而她的結婚首飾則包括鑽石耳環、鑽石項鍊，以及阿爾伯特親王送給她的藍寶石胸針。至於她的鞋子，則和禮服本身一樣，都是奶油白色。
維多利亞女王曾在她的日誌裡如此描述這套禮服：「我穿上一襲白色絲綢，綴滿深荷葉霍尼頓蕾絲，多麼復古的設計啊。而且還戴上了我的土耳其鑽石項鍊、耳環，與親愛的阿爾伯特送我的漂亮藍寶石胸針。」

## 婚禮之後

### 重現
在維多利亞女王結婚那年（1840年），攝影術才剛誕生，仍未普及，因此並沒有維多利亞女王的結婚照片。1854年5月11日，英國攝影師羅格·芬頓為維多利亞女王夫婦拍攝了一系列攝影作品，照片中女王的禮服常被誤認為她的婚紗。 英國王室特藏信託曾對此澄清，表示芬頓的這一系列照片重點在於呈現女王作為英國國君的儀態，而非呈現女王作為一個女人、妻子或母親；照片裡她和王夫阿爾伯特親王的服飾並非結婚禮服，而是他們的宮廷服飾。
1847年，維多利亞女王聘請德國畫家弗朗茲·克薩韋爾·溫德爾哈爾特畫下她穿著結婚禮服的樣貌，作為她與王夫阿爾伯特親王的結婚七週年紀念禮物。 這幅肖像後來還由約翰·哈斯勒姆複製成搪瓷模型。

### 女王的蕾絲
婚禮之後，女王再次拜訪當年為她製作蕾絲的裁縫師傅，委託製作王子、公主們的洗禮袍，包括未來的英國國王愛德華七世。 此後歷代剛出生的英國王室成員都穿這件嬰兒袍受洗，直到2008年，詹姆斯王子受洗，才改用這件洗禮袍的複製品。
並且，為了支持霍尼頓當地產業，維多利亞女王與公主們大量採用霍尼頓蕾絲製作童裝；女王甚至要求公主們的婚紗也要採用霍尼頓蕾絲。維多利亞長公主於1858年結婚時，她也穿著霍尼頓蕾絲出席婚禮；在利奧波德王子於1882年的婚禮上也是一樣。 女王最小的女兒，貝翠絲公主於1885年結婚時，她的婚紗也是用霍尼頓蕾絲製成。 她的孫子喬治（也就是未來的英國國王喬治五世）於1893年和特克的瑪麗結婚時，她也穿著霍尼頓蕾絲； 當然，在她於1897年的鑽禧紀念攝影中，她也穿著霍尼頓蕾絲。 女王是如此熱愛這種布料，以至於當她駕崩後，臉上也覆蓋著她當年的結婚面紗，這也是用霍尼頓蕾絲做的。 

## 影響
在維多利亞女王的婚禮之後，白色的新娘禮服頓時成為時尚潮流。美國19世紀的女性雜誌《歌迪女士》曾如此評論女王婚紗的影響力：「在古老的社會風俗中，無論任何材質的白色，都是最適合新娘的顏色。它象徵新娘純潔無瑕的少女時代。」實際上，在維多利亞女王大婚前，新娘很少選擇白色婚紗，新娘穿白紗的潮流，是從維多利亞女王開始的。

## 外部連結
- 英國廣播公司為維多利亞女王結婚禮服拍攝的投影片 （页面存档备份，存于） （英文）